# Felsőszászújfalu
Felsőszászújfalu (románul Satu Nou, régebb Uifalăul Săsesc, németül Oberneudorf, erdélyi szász nyelven Naindref) település Romániában, Beszterce-Naszód megyében.

## Fekvése
Besztercétől 14 km-re keltre, Petres, Kiszsolna és Óvárhely közt fekvő település.

## Története
1332-ben a pápai tizedjegyzék említi először Nova Villa néven. A települést német telepesek alapították (erdélyi szászok).
A trianoni békeszerződésig, majd 1940 és 1944 között újra Beszterce-Naszód vármegye Jádi járásához tartozott.
1944-ben német lakossága elmenekült, vagy kitelepítették, azóta román többségű falu.

## Lakossága
1910-ben 864 lakosa volt, ebből 700 német, 118 román, 43 cigány és 3 magyar nemzetiségűnek vallotta magát.
2002-ben 719 lakosából 632 román, 84 cigány és 3 német volt.